# Michael Ballack
Michael Ballack (* 26. September 1976 in Görlitz) ist ein ehemaliger deutscher Fußballspieler und heutiger Unternehmer. Über den Chemnitzer FC und den 1. FC Kaiserslautern kam er 1999 zu Bayer 04 Leverkusen. Mit den Rheinländern erreichte er 2002 zum ersten Mal in seiner Laufbahn das Finale der Champions League. Anschließend wechselte er zum FC Bayern München und gewann dort dreimal das Double. Mit 29 Jahren ging er den Schritt ins Ausland nach England zum FC Chelsea und war auch dort an mehreren Titelgewinnen beteiligt. Zum Abschluss seiner Laufbahn kehrte er für zwei Jahre nach Leverkusen zurück. Er gewann mit seinen Vereinen insgesamt fünf nationale Meisterschaften, darunter 1998 als Bundesliga-Aufsteiger mit Kaiserslautern. Für die deutsche Nationalmannschaft spielte er von 1999 bis 2010 in 98 Partien und war ab 2004 ihr Mannschaftskapitän. Er nahm mit ihr an zwei Weltmeisterschaften und drei Europameisterschaften teil und wurde einmal Vizeweltmeister sowie einmal Vizeeuropameister. Mit 42 Toren in 98 Länderspielen ist er der bislang torgefährlichste Mittelfeldspieler in der Historie der deutschen Nationalmannschaft.

## Jugend

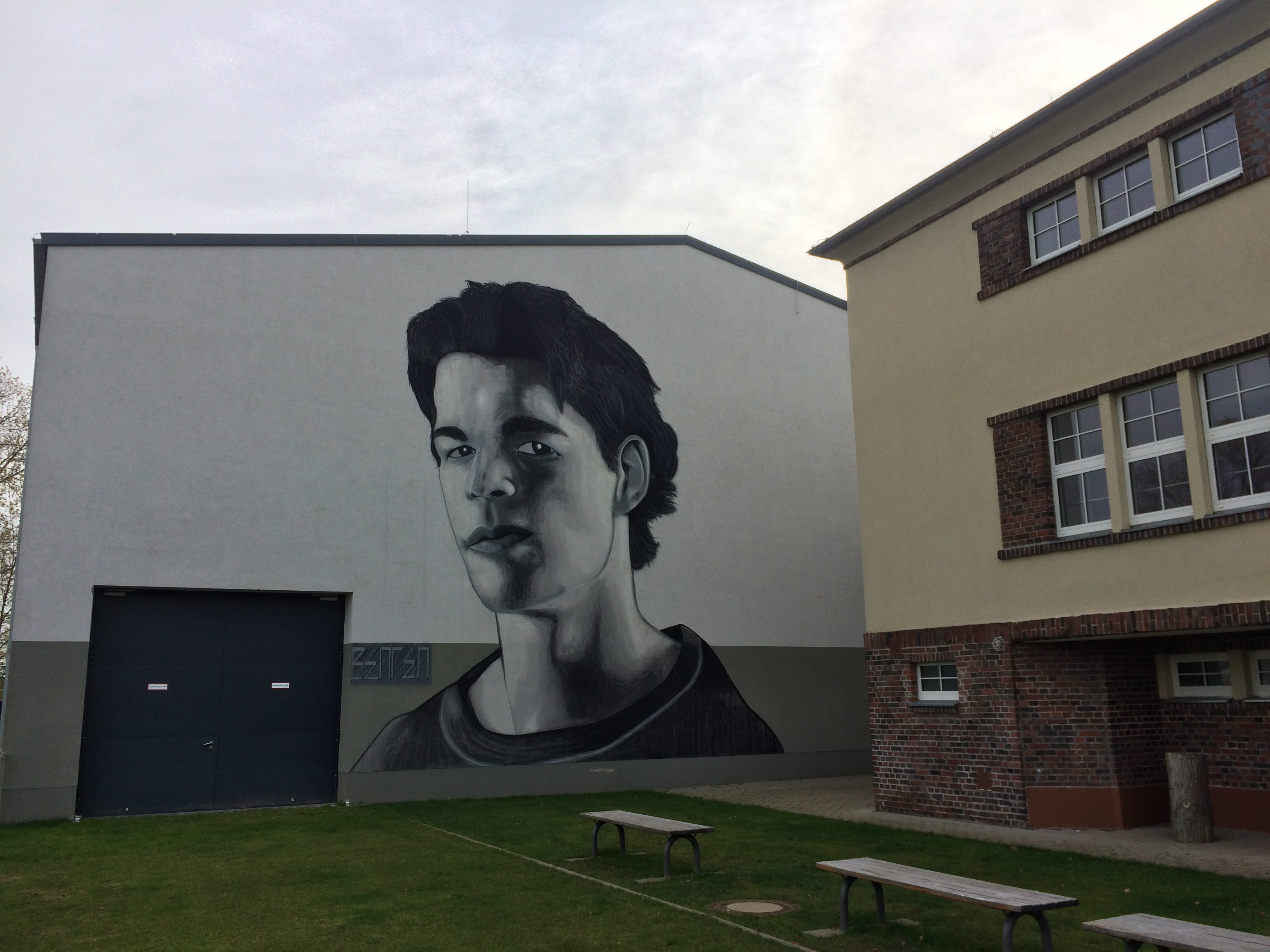
Konterfei von Michael Ballack an der Chemnitzer Jahnbaude unweit des Stadions an der Gellertstraße

Michael Ballack wurde am 26. September 1976 in Görlitz geboren. Er ist das einzige Kind des Bauingenieurs und Amateurfußballers Stephan Ballack und seiner Ehefrau Karin. Ein halbes Jahr nach der Geburt zog die Familie aus der Oberlausitz in das Wohngebiet Fritz Heckert, eine Plattenbausiedlung in Karl-Marx-Stadt (heute Chemnitz). Ballack besuchte zunächst die Georgi-Dimitroff-Oberschule und begann als Siebenjähriger bei der BSG Motor „Fritz Heckert“ Karl-Marx-Stadt mit dem organisierten Jugendfußball. Jugendtrainer Steffen Hänisch, der selbst in der DDR-Liga gespielt hatte, war von Ballacks außergewöhnlich gut entwickelter Technik und Beidfüßigkeit beeindruckt. Schnell wurde sein Talent deutlich und Ballack begann zudem damit, die Mannschaftsführung auf dem Spielfeld zu übernehmen. Bereits in seiner dritten Saison kam er auf 57 Tore in 16 Spielen und allein bei einem 28:0-Sieg in Crimmitschau traf er zwölfmal.

„Das war fast eine Offenbarung. Ein kleiner Knopf, aber alles da: Flugball, Annahme mit der Brust, runter, Innenrist, Außenrist, rechts wie links. Unglaublich, mit zehn Jahren!“

Ab dem siebten Schuljahr besuchte Ballack die Kinder- und Jugendsportschule „Emil Wallner“, das spätere Sportgymnasium Chemnitz, und erhielt eine systematische Spitzenförderung, die er mit dem Abitur abschloss. Gemäß den Bestimmungen der DDR-Sportförderung wechselte er 1988 in die Nachwuchsabteilung des FC Karl-Marx-Stadt, der nach der Wiedervereinigung in Chemnitzer FC umbenannt wurde. Im Alter von 16 Jahren drohte Ballack wegen eines Knorpelschadens im rechten Knie ein frühzeitiges Karriereende, allerdings konnte er seine Laufbahn nach einem halben Jahr intensiven Trainings fortsetzen. Unter seinen neuen Trainern Jürgen Häuberer und Eberhard Schuster entwickelte er sich weiter und gewann 1994 als Libero mit dem CFC die sächsische U-19-Meisterschaft.

## Vereinskarriere

### Chemnitzer FC (1995–1997)
1995 rückte Ballack in den Profikader des Chemnitzer FC auf, der zum damaligen Zeitpunkt in der 2. Bundesliga spielte. Er debütierte am 1. Spieltag (4. August 1995) gegen den VfB Leipzig (0:1) und wurde zur 78. Minute eingewechselt. Im weiteren Verlauf der Saison 1995/96 kam Ballack zu insgesamt 15 Einsätzen, stieg jedoch mit den „Himmelblauen“ in die Regionalliga Nordost ab. Nachdem ein Vereinswechsel zum SV Meppen gescheitert war, spielte Ballack auch die folgende Spielzeit 1996/97 für Chemnitz. Er zählte neben Ingo Hertzsch und Ilija Aračić zu den Leistungsträgern (zehn Tore in 34 Spielen) und im März 1996 folgte seine Nominierung für die U-21 Nationalmannschaft. Der Chemnitzer FC gewann zwar 1997 den Sachsenpokal, verpasste allerdings den sofortigen Wiederaufstieg in die 2. Bundesliga.

### 1. FC Kaiserslautern (1997–1999)
Im Sommer 1997 wechselte der 20-jährige Ballack für 150.000 D-Mark Ablöse zum Bundesliga-Aufsteiger 1. FC Kaiserslautern. Zunächst kam er hauptsächlich für die zweite Mannschaft in der Regionalliga West/Südwest zum Einsatz, bevor er am 19. September 1997 beim 4:2-Auswärtssieg über den Karlsruher SC sein Bundesliga-Debüt feierte (7. Spieltag). Trainer Otto Rehhagel wechselte ihn zur 85. Minute für Ratinho ein. Die Mannschaft der „Roten Teufel“ bildete ein geschlossenes und kampfstarkes Kollektiv und gewann in der Saison 1997/98 als erster Aufsteiger sensationell die deutsche Meisterschaft. In der Rückrunde bekam Ballack mehr Spielzeit und stand gegen Bayer 04 Leverkusen (0:3) am 28. Spieltag zum ersten Mal in der Startaufstellung, wobei ihm die Aufgabe übertragen wurde, den gegnerischen Spielmacher Emerson auszuschalten. Insgesamt kam Ballack in der Meistersaison 16-mal zum Einsatz.
In der zweiten Saison (1998/99) entwickelte sich Ballack mit 30 Einsätzen und vier Treffern zu einem wichtigen Stammspieler. Dabei profitierte er auch von einer taktischen Umstellung, da Rehhagel Ciriaco Sforza auf die Libero-Position beorderte und dadurch im zentralen Mittelfeld eine Lücke entstand, die Ballack besetzte. Sein erstes Bundesliga-Tor erzielte er am 10. Spieltag beim 3:2-Sieg über Hansa Rostock. Auch in der UEFA-Champions League kam er sechsmal zum Einsatz, schied allerdings mit Kaiserslautern im Viertelfinale gegen den FC Bayern München chancenlos aus (0:2; 0:4). Mittlerweile zählte Ballack zu den hoffnungsvollsten Talenten des deutschen Fußballs und wurde A-Nationalspieler. Bereits im Mai 1999 einigte er sich mit Bayer Leverkusen auf einen Wechsel nach Ablauf seines Vertrages zum 30. Juni 2000. Allerdings war er mit der sportlichen Situation in Kaiserslautern zunehmend unzufrieden und äußerte sich kritisch gegenüber der Vereinsführung um Jürgen Friedrich, weshalb er eine Geldstrafe von 5.000 DM zahlen musste. Nachdem der FCK zunächst auf einer Erfüllung seines Vertrages bestanden und Angebote zu einem vorzeitigen Wechsel abgelehnt hatte, kam es allerdings nicht zu einer Aussprache zwischen Ballack und Trainer Rehhagel. Schließlich nahm Kaiserslautern das Angebot von Bayer-Manager Reiner Calmund an und Ballack wechselte bereits am 16. Juli 1999 für acht Millionen DM zu Bayer Leverkusen.

### Bayer 04 Leverkusen (1999–2002)
Kurz nach seinem Wechsel zog sich Ballack im August 1999 einen Innenbandriss im linken Knie zu und musste zehn Wochen aussetzen. Nach seiner Genesung spielte er sich zum Ende der Hinrunde 1999/2000 mit guten Leistungen in die Mannschaft und Trainer Christoph Daum setzte den Neuzugang an der Seite des Brasilianers Emerson im zentralen Mittelfeld ein. Schnell wurde Ballack zu einem wichtigen Bestandteil der Werkself, die, wie beim 9:1-Sieg über den SSV Ulm, teilweise berauschenden Angriffsfußball bot und eindrucksvoll ihre Titelambitionen unterstrich. Leverkusen blieb 14 Partien in Serie ungeschlagen und übernahm am 30. Spieltag die Tabellenführung der Bundesliga. Am letzten Spieltag hatte Bayer drei Punkte Vorsprung auf Bayern München und im Auswärtsspiel bei der SpVgg Unterhaching hätte ein Unentschieden zur Meisterschaft genügt. Doch in der 20. Minute unterlief Ballack ein folgenschweres Eigentor, als er eine Flanke unglücklich klären wollte. Von diesem Schock erholte sich Leverkusen nicht mehr und verlor die Partie überraschend mit 0:2, während die Bayern durch ihren gleichzeitigen Sieg über Werder Bremen erneut Meister wurden. Dabei stand Ballacks Eigentor sinnbildlich für die verpasste Meisterschaft und war prägend für den Begriff „Vizekusen.“

„Er ist sicher der unglücklichste Mensch in ganz Deutschland.“

Die erwartete mentale Belastung nach dem Fehlschuss von Unterhaching blieb aus und beeinträchtigte Ballacks Leistungen nicht. Stattdessen nahm seine Karriere Fahrt auf und in einer Zeit, in der der deutsche Fußball international hinterherhinkte, avancierte er zum großen Hoffnungsträger. Nach dem Abgang der Mittelfeldspieler Emerson und Stefan Beinlich übernahm er mehr Verantwortung und reifte zu einem Schlüsselspieler. Der körperlich robuste Ballack wurde zur Schaltzentrale im Mittelfeld und zeichnete sich durch Torgefahr aus (sieben Tore, sechs Vorlagen). Allerdings legten ihm Kritiker sein Auftreten als Arroganz aus und Ballack galt in der öffentlichen Wahrnehmung als Prototyp des „verwöhnten Jungprofis“ oder gar als „Schnösel.“ Zu diesem Image trug seine Spielweise maßgeblich bei, denn die Aktionen auf dem Platz wirkten verblüffend unangestrengt, zuweilen lässig. Seine Haltung bei der Ballführung, insbesondere der stets aufrechte Oberkörper, erinnerten an den jungen Franz Beckenbauer und hatten ihm den Spitznamen „kleiner Kaiser“ eingebracht. Nachdem Ballack in der Königsklasse gegen Real Madrid (2:3) am 27. September 2000 sein erstes internationales Tor erzielt hatte, kursierten Spekulationen über einen angebliches Angebot des spanischen Rekordmeisters über 35 Millionen DM. Trotz der persönlichen Entwicklung Ballacks, verlief die Saison 2000/01 sportlich durchwachsen und stand unter dem Eindruck der Kokain-Affäre, die am 20. Oktober 2000 zum Rücktritt von Christoph Daum führte. Leverkusen schied nach der Champions League-Gruppenphase aus und spielte im Titelrennen der Bundesliga keine Rolle. Erst am letzten Spieltag sicherte sich die Mannschaft den vierten Tabellenplatz, der zur Champions-League-Qualifikation berechtigte.
Vor Beginn der Saison 2001/02 trauten Beobachter Bayer Leverkusen wenig zu. Doch der neue Trainer Klaus Toppmöller formte die unter seinem Vorgänger Berti Vogts in einzelne Gruppen zerfallene Mannschaft zu einer starken Einheit, die in den folgenden Monaten attraktiven und erfolgreichen Kombinationsfußball zeigte. Neben formstarken Spielern wie Jens Nowotny, Lúcio, Diego Placente, Carsten Ramelow, Bernd Schneider, Zé Roberto, Oliver Neuville oder Yıldıray Baştürk ragte Ballack durch seine Leistungen noch einmal heraus. Während des gesamten Saisonverlaufs präsentierte er sich, trotz der Dreifachbelastung, in blendender Verfassung und stieg in die Riege der Weltklasse-Spieler auf. Ballack glänzte nicht nur als Mittelfeldregisseur und Antreiber, sondern war auch enorm torgefährlich. In spielkritischen Momenten oder bei Standardsituationen schaltete er sich im gegnerischen Strafraum ein und TV-Experte Günter Netzer adelte ihn sogar als „kopfballstärksten Mittelfeldspieler der Welt“. Ballack brachte es in dieser Saison bei 50 Pflichtspielen auf insgesamt 23 Tore und 13 Vorlagen. Damit war er Leverkusens Topscorer und belegte mit 17 Bundesliga-Treffern hinter Martin Max und Márcio Amoroso (beide 18 Tore) den dritten Platz der Torschützenliste.

„Er war ein absoluter Leader. Mit ihm habe ich mich immer abgestimmt, wie wir bei bestimmten Spielständen vorgehen würden. Ballack hat sich so in den Dienst der Mannschaft gestellt, das war phänomenal. Er war sich nie zu schade, auch ganz hinten auszuhelfen, gerade bei den Spielen in Liverpool und Manchester. Ballack spielte in diesem Jahr die Saison seines Lebens.“

Bayer Leverkusen eroberte am 24. Spieltag die Bundesliga-Tabellenführung und galt als aussichtsreichster Titelanwärter. Weiterhin standen sie im DFB-Pokalfinale und erreichten nach teilweise berauschenden Auftritten gegen den FC Liverpool (0:1; 4:2) und Manchester United (2:2; 1:1) das Finale der Champions League. Doch am Ende der kräftezehrenden Saison machte sich die fehlende Kadertiefe bemerkbar und die Mannschaft verspielte ab dem 31. Spieltag einen fünf Punkte-Vorsprung und damit zum wiederholten Mal die fast sicher geglaubte Meisterschaft. Wenige Tage später unterlag Bayer im DFB-Pokal dem FC Schalke 04 (2:4) und am 15. Mai 2002 in Glasgow, durch einen Kunstschuss von Zinédine Zidane, den „Galaktischen“ von Real Madrid mit 1:2. Der Underdog aus Leverkusen hatte sich zwar als die bessere Mannschaft präsentiert, war jedoch immer wieder an den Paraden von Iker Casillas gescheitert. Am Saisonende hatte das ungeliebte Bayer, das jahrzehntelang als Werksklub verspottet und verhöhnt worden war, große Sympathien gewonnen, jedoch auch durch das verpasste Triple innerhalb von elf Tagen den Vizekusen-Mythos zementiert. Insbesondere Michael Ballack attestierte man eine fehlende Siegermentalität, der allerdings für seine individuellen Leistungen als Deutschlands Fußballer des Jahres ausgezeichnet wurde. Die UEFA wählte ihn zum besten Mittelfeldspieler der abgelaufenen Saison, bei der Wahl zum Ballon d’Or belegte Ballack den 5. Platz.
Zur großen Enttäuschung von Bayer Leverkusen machte Ballack von einer Ausstiegsklausel seines bis 2005 laufenden Vertrags Gebrauch. Nachdem es bereits in den Monaten zuvor Gerüchte gab, verkündete er im Dezember 2001 seinen vorzeitigen Wechsel zu Bayern München ab dem 1. Juli 2002. Das von seinem Berater Michael Becker verhandelte Transfer-Paket bewegte sich in rekordverdächtigen Dimensionen, denn neben einer verhältnismäßig geringen Ablösesumme von 12 Millionen Mark, belief sich Ballacks Handgeld auf geschätzte 30 Millionen Mark. Dazu kamen vier Jahresgehälter mit Prämien, wodurch sich das Gesamtvolumen für den FC Bayern auf 100 Millionen Mark summierte – eine für die Bundesliga zum damaligen Zeitpunkt nie dagewesene Summe. Real Madrid, dem einzigen ernsthaften Mitbewerber, hatte Ballack eine Absage erteilt und sich für die sportliche Perspektive beim deutschen Rekordmeister entschieden.

### FC Bayern München (2002–2006)

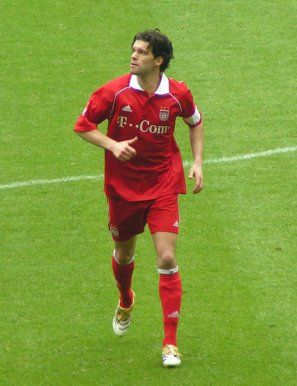
Ballack im Trikot des FC Bayern München (2006)

Nach der WM 2002 wurde Michael Ballack offiziell als Neuzugang des FC Bayern vorgestellt und erhielt wieder die Rückennummer 13, die zu seinem Markenzeichen geworden war. Infolge einer titellosen Saison und einem dritten Platz in der Bundesliga, leitete der Rekordmeister einen Kaderumbruch ein und nach den Vorstellungen der sportlichen Leitung sollten Ballack und Sebastian Deisler eine Ära prägen. Die Erwartungen an Ballack waren hoch. Dem Königstransfer fiel die Aufgabe zu, den ausgemusterten Stefan Effenberg zu ersetzen und er musste sich vor allem an dessen Führungsqualitäten messen zu lassen. Sein Pflichtspieldebüt gab Ballack am 10. August 2002 (1. Bundesliga-Spieltag) gegen Borussia Mönchengladbach (0:0). Erwartungsgemäß übernahmen die Bayern in der Saison 2002/03 frühzeitig die Tabellenführung und erspielten sich einen komfortablen Vorsprung. Bayern-Trainer Ottmar Hitzfeld setzte Ballack im zentralen Mittelfeld ein und verordnete ihm somit eine defensivere Rolle als noch in Leverkusen. Obwohl er in ein taktisches Konzept gepresst wurde und sich öffentlich über fehlende spielerische Freiheiten beklagte, kam Ballack auf zehn Ligatore in 26 Einsätzen und übernahm von Beginn an Verantwortung. Für die Kritik am Spielsystem verhängte Hitzfeld im Februar 2003 gegen Ballack eine Geldstrafe in Höhe von 20.000 Euro. Während Bayern München die Bundesliga mit unspektakulärem Ergebnisfußball dominierte, scheiterten sie völlig überraschend in der Gruppenphase der Champions League. Erstmalig in ihrer Vereinsgeschichte wurden sie Gruppenletzter und blieben dabei sogar sieglos. Am Saisonende wurden die Bayern deutscher Meister und komplettierten durch einen 3:1-Sieg über den 1. FC Kaiserslautern im DFB-Pokal das Double. Im Endspiel gegen seinen Ex-Verein avancierte Ballack mit einem Doppelpack und einer Torvorlage zum Matchwinner. Für seine Leistungen wählten ihn die Sportjournalisten wiederum zu Deutschlands Fußballer des Jahres.

„Von allen Spielern, die mit mir verglichen werden, kommt er mir am nächsten, weil er den Kopf oben hat. Er braucht keinen Blickkontakt zum Ball. Der gehorcht ihm auch so. Und deshalb schaut es manchmal bei ihm lässig aus. Auch mir hat man immer Lässigkeit, Arroganz vorgeworfen. Aber damit hat das nichts zu tun. Ich habe nicht auf den Ball geschaut, weil ich ihn gespürt habe. Und das ist auch heute der Unterschied zwischen Ballack und den anderen Spielern.“

Obwohl der FC Bayern als klarer Favorit in die Saison ging, verlief die Spielzeit 2003/04 enttäuschend. Auf internationaler Bühne überstand die Mannschaft zwar die Gruppenphase der Champions League, schied jedoch im Achtelfinale gegen Real Madrid aus (1:1; 0:1) und auch im DFB-Pokal scheiterte man sensationell am Zweitligisten Alemannia Aachen. Im Titelrennen der Bundesliga hatten die Bayern gegen Werder Bremen das Nachsehen, die nach einem überzeugenden 1:3-Auswärtssieg im Münchener Olympiastadion am 32. Spieltag die deutsche Meisterschaft feierten. Ballack gelang es zu selten, seine individuellen Stärken einzubringen und musste sich gemeinsam mit Oliver Kahn die Kritik gefallen lassen, in entscheidenden Partien zu oft unter seinen Möglichkeiten geblieben zu sein. Nach dieser sportlichen Stagnation zog die Vereinsführung die Konsequenzen und ersetzte Trainer Hitzfeld durch Felix Magath. Aufgrund fehlender Perspektiven in der Königsklasse stand Ballack im Juni 2004 kurz vor einem Wechsel zum FC Barcelona. Während sich der Spieler mit dem Klub einigte, verweigerte ihm Bayern-Manager Uli Hoeneß die Freigabe.
Unter ihrem neuen Trainer sowie einem verstärkten Spielerkader fanden die Bayern 2004/05 wieder zu gewohnter Dominanz und wurden ihrer Rolle als Aushängeschild des deutschen Vereinsfußballs gerecht. Auch Ballack zeigte sich stark formverbessert und genoss in seiner neuen Rolle hinter den Spitzen deutlich größere Freiheiten. Die taktische Umstellung auf eine Mittelfeld-Raute kam seiner Spielweise, durch ständiges Einrücken in den Strafraum Tordrang zu entfalten, spürbar entgegen. Magath richtete sein Spiel komplett nach ihm aus, Ballack zahlte das Vertrauen mit Übersicht und Torgefahr zurück. Er war mit 20 Pflichtspieltoren, davon 13 in der Bundesliga, hinter Roy Makaay zweitbester Bayern-Torjäger. Gegen Ajax Amsterdam (2:2) gelang ihm erstmalig seit über zwei Jahren wieder ein Treffer in der Champions League. Ihrem Selbstverständnis entsprechend, dominierte der FC Bayern die Bundesliga und wurde mit einem deutlichen 14-Punkte-Vorsprung zum 19. Mal deutscher Meister. Durch einen verdienten 2:1-Sieg im Pokalfinale über den FC Schalke 04 holten sie das Double. Auf internationaler Bühne stieß die Mannschaft zwar ins Viertelfinale vor, unterlag jedoch dem FC Chelsea (2:4; 3:2) und verpasste erneut das angestrebte Ziel einer Finalteilnahme. Für die starke Saison erhielt Ballack zum dritten Mal in seiner Karriere die Auszeichnung als Fußballer des Jahres. Als erstem Verein der deutschen Fußballgeschichte gelang dem FC Bayern 2005/06 sowohl in der Bundesliga als auch im DFB-Pokal (1:0 gegen Eintracht Frankfurt) die erfolgreiche Titelverteidigung. Damit gewann Ballack in vier Jahren sein drittes Double mit dem Rekordmeister. Enttäuschend hingegen verlief erneut die Champions League, da die Bayern im Achtelfinale gegen die AC Mailand (1:1; 1:4) chancenlos geblieben waren. Vor allem Ballack musste sich die wiederholte Kritik der Vereinsführung gefallen lassen, als Kopf der Mannschaft, in entscheidenden Partien der Königsklasse regelmäßig schwächere Leistungen erbracht zu haben. Man warf ihm auch vor, stets mit einem Wechsel zu einem europäischen Topklub wie Manchester United oder Real Madrid geliebäugelt zu haben und dadurch für Unruhe zu sorgen. Ballack selbst prangerte intern immer wieder die fehlende Investitionsbereitschaft in die Qualität des Kaders an. Hinzu kam die monatelange Unklarheit über seine sportliche Zukunft, da sein Vierjahresvertrag zum 30. Juni 2006 auslief. Die Bayern machten Ballack ein Vertragsangebot bis 2010 über insgesamt 36 Millionen Euro, das sich aus 10 Millionen Euro Handgeld und 6,5 Millionen Euro Jahresgehalt zusammensetzte. Doch Ballack ließ immer wieder Fristen verstreichen, weshalb man ihm eine „Söldner-Mentalität“ vorwarf, doch die anhaltenden Diskussionen um einen Verbleib in München beeinträchtigten seine Leistungen nicht, die so konstant wie selten in seiner Karriere waren. Schließlich zogen die Bayern ihr Vertragsangebot am 15. November 2005 medienwirksam wieder zurück. In den folgenden Wochen reagierte er verärgert über die zunehmenden Unmutsäußerungen der Fans und betonte, seinen laufenden Vertrag pflichtbewusst zu erfüllen. In der Rückrunde wurde klar, dass Ballack den Rekordmeister zum Saisonende verlassen werde und ein Wechsel zum FC Chelsea nach England deutete sich an. Seine letzte Partie für die Bayern bestritt er in der Allianz Arena gegen Borussia Dortmund (3:3) am 13. Mai 2006, dem letzten Bundesliga-Spieltag. Nach seinem Tor zum zwischenzeitlichen 3:1 versammelten sich die Mitspieler um den scheidenden Mittelfeldstar, der bei seinem Abschied deutliche Pfiffe hinnehmen musste.
Insgesamt hat Ballack 157 Pflichtspiele für Bayern München bestritten. Dabei traf er 62-mal und bereitete 40 Tore vor. 

### FC Chelsea (2006–2010)

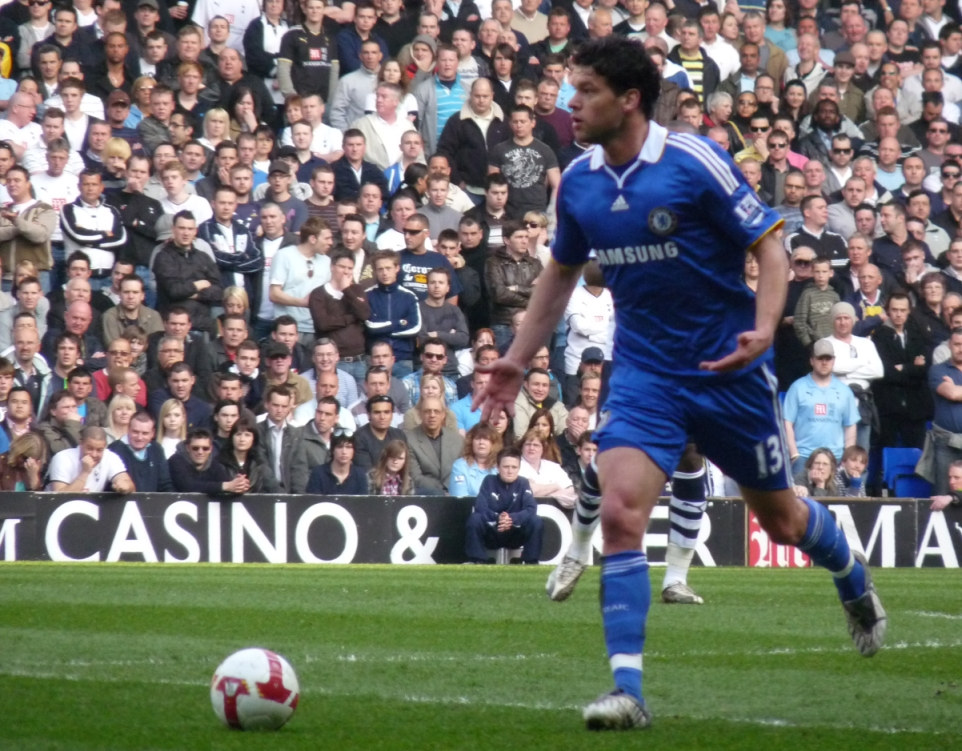
Ballack im Trikot des FC Chelsea (2009)

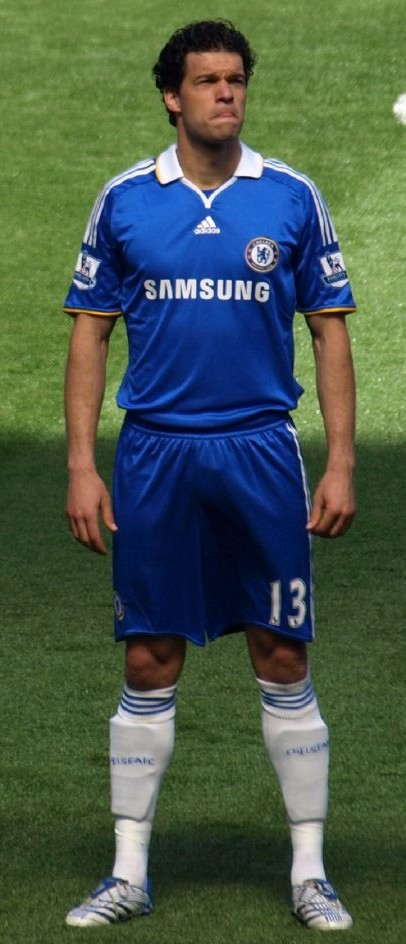
Ballack (2008)

Am 15. Mai 2006, wenige Tage nach seinem Abschied aus München, wurde Ballack als ablösefreier Neuzugang des FC Chelsea vorgestellt. Der 29-jährige Mittelfeldspieler unterzeichnete in London einen Vierjahresvertrag, der ihn mit einem Wochengehalt von umgerechnet 200.000 Euro zum Topverdiener der Premier League machte. Der russische Oligarch Roman Abramowitsch hatte den Klub drei Jahre zuvor erworben und durch großzügige Investitionen zu einem internationalen Spitzenteam gemacht. Ballack hatte immer wieder betont, in seiner Laufbahn einmal im Ausland spielen zu wollen und suchte eine neue Herausforderung. Trainer des amtierenden englischen Meisters war José Mourinho. Öffentlichen Mediendiskursen, die thematisierten, ob ein Zusammenspiel von Ballack und Frank Lampard, die beide ähnliche Positionen in der Mannschaft beanspruchen, überhaupt möglich sei, begegnete Mourinho damit, dass er keine Schwierigkeiten in der Vereinbarkeit der beiden Akteure in einem Team sehe.

„Er hat sich für Chelsea entschieden, und wir sind froh darüber. Alle sollten sich freuen, einen solchen Spieler in der Premier League zu haben. Er ist einer der besten Spieler der Welt.“

Sein Debüt für Chelsea gab Ballack am 31. Juli 2006 bei einem Freundschaftsspiel in den USA an der UCLA. Am folgenden Tag wurde er offiziell den Medienvertretern vorgestellt und zeigte sich – wie bereits bei allen anderen Vereinen zuvor – mit dem Trikot mit der Nummer 13. Ursprünglich war für Ballack die Nummer 19 vorgesehen, da die 13 von seinem Mannschaftskameraden William Gallas belegt war. Dieser äußerte jedoch Wechselabsichten, weshalb Mourinho Ballack die Nummer 13 zusprach.
Sein erstes Tor für Chelsea schoss er am 12. September 2006 vor heimischer Kulisse an der Stamford Bridge beim Auftaktspiel zur Champions-League-Saison 2006/07 per Elfmeter gegen Werder Bremen. Seinen ersten Titel in England holte er im Finale des League Cups, als Chelsea den FC Arsenal besiegte. Zudem gewann er mit seinem neuen Team den FA Cup. Im Finale gegen Manchester United kam er aufgrund einer Verletzung jedoch nicht zum Einsatz.
In der Folgesaison 2007/08 erreichte Ballack mit Chelsea das Finale der Champions League. Im ersten rein englischen Endspiel der Geschichte verlor seine Mannschaft mit 6:5 nach Elfmeterschießen gegen Manchester United. Nach Ende der regulären Spielzeit sowie der Verlängerung hatte es 1:1 gestanden. Ballack verwandelte den ersten Elfmeter seines Teams. Es war für Ballack die zweite Endspiel-Niederlage nach 2002 (mit Bayer 04 Leverkusen). In der Liga wurde ebenfalls nur die Vizemeisterschaft erreicht, auch hier lag Manchester United knapp vor dem FC Chelsea.
2008/09 erreichte Ballack mit Chelsea nur den dritten Tabellenplatz mit sieben Punkten Rückstand auf Meister Manchester United. Im Champions-League-Halbfinale schied sein Verein unglücklich gegen den FC Barcelona aus. Dagegen gewann Ballack, der beim 2:1-Finalsieg gegen den FC Everton in der 61. Minute eingewechselt wurde, den zweiten FA Cup seiner Karriere.
Während der Vorbereitung auf die neue Saison 2009/10 verletzte sich der Mittelfeldspieler und brach sich den Zeh. Allerdings konnte Ballack sich rechtzeitig erholen und wurde beim im Vorfeld des Ligastarts ausgespielten FA-Community-Shield-Spiel zur 60. Minute eingewechselt. Da die Begegnung nach 90 Minuten und Verlängerung keinen Sieger fand (2:2), musste das Elfmeterschießen entscheiden. Beim 4:1 für den FC Chelsea verwandelte Ballack einen Elfmeter zum zwischenzeitlichen 2:0 und konnte so erstmals diesen Pokalsieg feiern. In dieser Saison konnte Ballack erstmals die englische Meisterschaft gewinnen. Da Chelsea zudem im Finale des FA Cups den FC Portsmouth mit 1:0 bezwang, konnte am Ende der Saison 2010 sogar das Double gefeiert werden. Trotz der guten Saison wurde Ballacks Vertrag in London nicht verlängert. Der Verein bot ihm einen neuen Einjahresvertrag, Trainer Carlo Ancelotti setzte große Stücke auf ihn. Ballack pochte allerdings auf eine zweijährige Vertragsverlängerung. Er verließ den Verein ablösefrei im Juni 2010.

### Bayer 04 Leverkusen (2010–2012)
Zur Saison 2010/11 wechselte Ballack nach acht Jahren ablösefrei zurück zu Bayer 04 Leverkusen. Im September 2010 erlitt er im Spiel gegen Hannover 96 am dritten Spieltag eine Fraktur am Schienbeinkopf, wodurch er für den Rest der Hinrunde ausfiel und erst im Januar 2011 wieder eingesetzt wurde. Ab dem 26. Spieltag stand er wieder regelmäßig in der Startaufstellung und kam so noch auf 17 Spiele in der Saison, die er im Trikot von Bayer Leverkusen zum dritten Mal als Vizemeister abschloss. Am 8. Spieltag der Saison 2011/12 absolvierte Ballack im Spiel gegen den VfL Wolfsburg sein 100. Bundesligaspiel für Leverkusen. Sein zum 30. Juni 2012 auslaufender Vertrag wurde auf eigenen Wunsch nicht verlängert.
Danach gab es viele Spekulationen, ob Ballack möglicherweise außerhalb Europas weiterspielen würde. Jedoch kam es zu keinem Engagement. Am 2. Oktober 2012 beendete Ballack seine aktive Fußballerkarriere.
In einem Interview im Jahr 2020 erklärte Ballack, dass er die Entscheidung zum Wechsel von Chelsea nach Leverkusen im Nachhinein bereut. „Ich hätte bleiben sollen und wenn auch nur für ein Jahr. Ich hatte nie damit gerechnet, zu Bayer Leverkusen zurückzukehren. Ich habe wirklich bis zum Schluss gehofft, dass ich bis zum Ende in Chelsea bleiben könnte.“

## Nationalmannschaft
Am 26. März 1996, kurz nach seinem Wechsel in die Profiabteilung von Chemnitz, stand Ballack gegen Dänemark für die U-21-Auswahl erstmals in einer deutschen Nationalmannschaft. Dort kam er insgesamt zu 19 Spielen und sieben Toren. Nach seinem Wechsel zu Kaiserslautern wurde er von Berti Vogts in die A-Nationalmannschaft berufen. Sein erstes A-Länderspiel absolvierte er am 28. April 1999 in Bremen unter dem Trainer Erich Ribbeck bei der 0:1-Niederlage gegen Schottland, als er nach einer Stunde für Dietmar Hamann eingewechselt wurde.

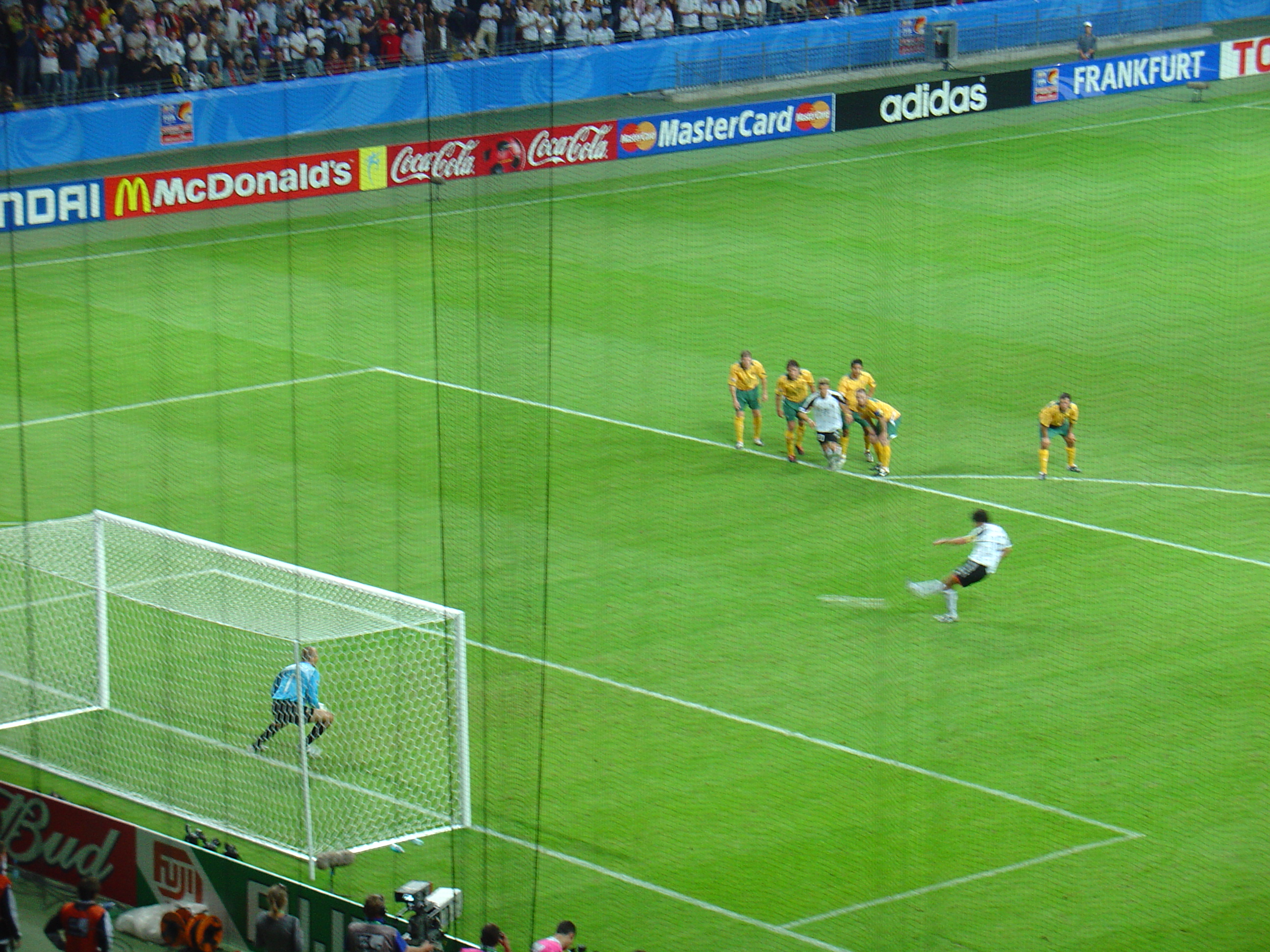
Ballack verwandelt einen Strafstoß im Eröffnungsspiel des Confederation-Cup 2005

Bei seiner Teilnahme an der Euro 2000 in den Niederlanden und Belgien kam Ballack zu zwei Einwechslungen. Deutschland schied schon in der Vorrunde aus. Bis zur WM 2002 wuchs er zum Führungsspieler heran. Seine drei Tore gegen die Ukraine in den Play-off-Spielen zur WM-Qualifikation ermöglichten der deutschen Mannschaft den Weg zur Weltmeisterschaft in Japan und Südkorea, wo sich Ballack neben Oliver Kahn zu einem zentralen Leistungsträger im deutschen Team entwickelte und einen großen Anteil am Einzug ins Finale hatte. Er schoss jeweils das Siegtor bei den 1:0-Siegen in den K.-o.-Spielen gegen die Vereinigten Staaten und Südkorea. Im Halbfinale gegen die Gastgeber nahm er mit einem taktischen Foul, das eine große Torchance des Gegners verhinderte, die daraus resultierende Gelbe Karte und damit verbundene Sperre für das Finale in Kauf. Wenige Minuten danach schoss er dann das entscheidende Tor.
Im Vorfeld der Euro 2004 in Portugal traf Ballack in einem Testspiel gegen Malta vier Mal (Endstand 7:0). Vier Treffer in einem Länderspiel waren zuvor Gerd Müller 32 Jahre vorher gelungen.
Die Europameisterschaft selbst verlief für die deutsche Mannschaft wegen des Vorrundenaus enttäuschend, dennoch wurde Ballack ins All-Star-Team berufen. Unter dem neuen Bundestrainer Jürgen Klinsmann wurde er als Nachfolger von Oliver Kahn zum neuen Nationalmannschaftskapitän ernannt.
Obwohl leicht angeschlagen, überzeugte Ballack bei der Fußball-Weltmeisterschaft 2006 im eigenen Land. Als Kapitän führte er seine Mannschaft fünfmal aufs Feld. Die FIFA wählte ihn in den Spielen gegen Ecuador und Argentinien zum „Man of the Match“. Er bereitete gegen Ecuador einen Treffer vor und war zusammen mit Tim Borowski an der Entstehung des Ausgleichstreffers gegen Argentinien beteiligt. Beim Elfmeterschießen gegen Argentinien verwandelte er den zweiten Strafstoß. Am Ende des Turniers, bei dem Deutschland den dritten Platz belegte, wurde er von einer Kommission der FIFA in das All-Star-Team berufen.
Bei der EM 2008 erzielte Ballack im dritten Gruppenspiel gegen Österreich per Freistoß den Siegtreffer zum 1:0, der den Einzug ins Viertelfinale bedeutete. Dieser Treffer wurde in der Sportschau zum Tor des Jahres 2008 gewählt. Beim 3:2-Sieg gegen Portugal erzielte er nach einer Freistoßflanke den dritten Treffer für Deutschland. Von der Expertenkommission der UEFA wurde er einen Tag nach der Endspiel-Niederlage gegen Spanien in das All-Star-Team der EM 2008 gewählt.

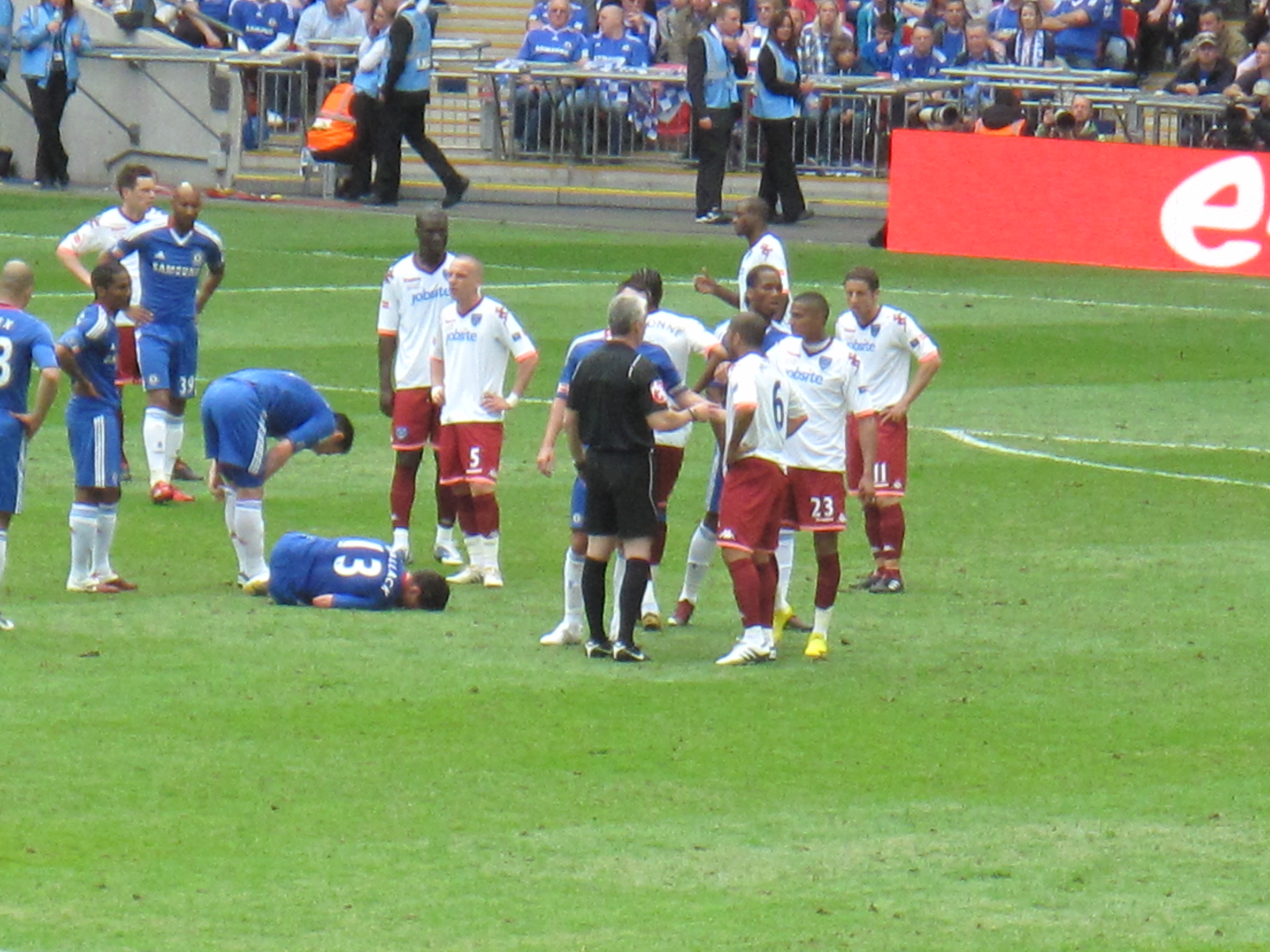
Ballack nach dem Foul von Kevin-Prince Boateng am Boden

Das Freundschaftsspiel gegen Argentinien am 3. März 2010 in München war, wie sich später herausstellen sollte, Ballacks letzter Einsatz in der Nationalelf. Am 6. Mai 2010 wurde er von Bundestrainer Joachim Löw in den erweiterten Kader für die Weltmeisterschaft 2010 berufen. Aufgrund eines Risses des Innenbandes und eines Teilabrisses der Syndesmose des Sprunggelenks nach einem Foulspiel von Kevin-Prince Boateng am 15. Mai 2010 im englischen Pokalfinale zwischen dem FC Chelsea und dem FC Portsmouth fiel er jedoch für die Weltmeisterschaft aus. Seinen Platz als Spielführer übernahm als Vertreter Philipp Lahm, der noch während des Turniers, kurz nachdem Ballack von einem Besuch der Mannschaft abgereist war, erklärte, das Kapitänsamt nicht wieder abgeben zu wollen. Während Oliver Bierhoff Lahm dafür kritisierte, gab Trainer Löw sich davon unbeeindruckt. Nach einer erneuten Verletzung am Anfang der Saison 2010/11 (siehe oben) kam Ballack auch nach der WM nicht mehr zum Einsatz, auch wenn eine Rückkehr zunächst offenblieb und Ballack direkt nach der WM von Löw als Kapitän bestätigt worden war.
Am 16. Juni 2011 teilte Bundestrainer Löw nach zwei Gesprächen mit Ballack in den vergangenen Monaten mit, dass er nicht mehr mit ihm plane, und bot Ballack für den 10. August im Freundschaftsspiel gegen Brasilien „einen würdigen Abschied von der Nationalmannschaft“ an. Ballack kritisierte daraufhin Löw wegen dessen Umgang mit ihm während seiner Verletzung und lehnte das Angebot, „ein längst vereinbartes Freundschaftsspiel jetzt als Abschied zu deklarieren“, als „Farce“ ab. Für die von Ballack getroffene Wortwahl zeigte der DFB kein Verständnis. Im März 2013 lud Ballack trotz aller Querelen in der Vergangenheit Bundestrainer Joachim Löw und seinen Nachfolger Philipp Lahm zu seinem persönlich organisierten Abschiedsspiel nach Leipzig ein. Im September des Jahres wurde er im Vorfeld des WM-Qualifikationsspiels gegen Österreich offiziell vom DFB geehrt und verabschiedet.

## Spielweise
Ballack war bekannt für seine vielseitige und anpassungsfähige Spielweise, die es ihm ermöglichte, ebenso effektiv am Angriffsspiel teilzunehmen wie Defensivarbeit zu verrichten. Er galt als hervorragender Kopfballspieler und verfügte beidfüßig über einen guten Schuss. Ebenso galt er als exzellenter Distanz- und Elfmeterschütze.

## Karrierestatistik
| Verein               | Liga                 | Saison          | Liga   | Liga | Nat. Pokal | Nat. Pokal | Europapokal | Europapokal | Andere | Andere | Gesamt | Gesamt |
| Verein               | Liga                 | Saison          | Spiele | Tore | Spiele     | Tore       | Spiele      | Tore        | Spiele | Tore   | Spiele | Tore   |
| -------------------- | -------------------- | --------------- | ------ | ---- | ---------- | ---------- | ----------- | ----------- | ------ | ------ | ------ | ------ |
| Chemnitzer FC Am.    | Oberliga Nordost     | 1994/95         | 7      | 2    | -          | -          | -           | -           | -      | -      | 7      | 2      |
| Chemnitzer FC Am.    | Oberliga Nordost     | 1995/96         | 11     | 3    | -          | -          | -           | -           | -      | -      | 11     | 3      |
| Gesamt               | Gesamt               | Gesamt          | 18     | 5    | -          | -          | -           | -           | -      | -      | 18     | 5      |
| Chemnitzer FC        | 2. Bundesliga        | 1995/96         | 15     | 0    | 1          | 0          | -           | -           | -      | -      | 16     | 0      |
| Chemnitzer FC        | Regionalliga Nordost | 1996/97         | 34     | 10   | 1          | 0          | -           | -           | -      | -      | 35     | 10     |
| Gesamt               | Gesamt               | Gesamt          | 49     | 10   | 2          | 0          | -           | -           | -      | -      | 51     | 10     |
| 1. FC Kaiserslautern | Bundesliga           | 1997/98         | 16     | 0    | 2          | 0          | -           | -           | -      | -      | 18     | 0      |
| 1. FC Kaiserslautern | Bundesliga           | 1998/99         | 30     | 4    | 2          | 0          | 6           | 0           | 1      | 0      | 39     | 4      |
| Gesamt               | Gesamt               | Gesamt          | 46     | 4    | 4          | 0          | 6           | 0           | 1      | 0      | 57     | 4      |
| Bayer 04 Leverkusen  | Bundesliga           | 1999/00         | 23     | 3    | -          | -          | 2           | 2           | -      | -      | 25     | 5      |
| Bayer 04 Leverkusen  | Bundesliga           | 2000/01         | 27     | 7    | 2          | 0          | 5           | 2           | 1      | 0      | 35     | 9      |
| Bayer 04 Leverkusen  | Bundesliga           | 2001/02         | 29     | 17   | 4          | 0          | 16          | 6           | 1      | 0      | 50     | 23     |
| Gesamt               | Gesamt               | Gesamt          | 79     | 27   | 6          | 0          | 23          | 10          | 2      | 0      | 110    | 37     |
| FC Bayern München    | Bundesliga           | 2002/03         | 26     | 10   | 5          | 4          | 7           | 1           | -      | -      | 38     | 15     |
| FC Bayern München    | Bundesliga           | 2003/04         | 28     | 7    | 3          | 2          | 8           | 0           | 1      | 2      | 40     | 11     |
| FC Bayern München    | Bundesliga           | 2004/05         | 27     | 13   | 4          | 3          | 9           | 2           | 2      | 2      | 42     | 20     |
| FC Bayern München    | Bundesliga           | 2005/06         | 26     | 14   | 5          | 1          | 6           | 1           | -      | -      | 37     | 16     |
| Gesamt               | Gesamt               | Gesamt          | 107    | 44   | 17         | 10         | 30          | 4           | 3      | 4      | 157    | 62     |
| FC Chelsea           | Premier League       | 2006/07         | 26     | 4    | 3          | 1          | 10          | 2           | 7      | 0      | 46     | 7      |
| FC Chelsea           | Premier League       | 2007/08         | 18     | 7    | 2          | 0          | 9           | 2           | -      | -      | 29     | 9      |
| FC Chelsea           | Premier League       | 2008/09         | 29     | 1    | 6          | 3          | 10          | 0           | 1      | 0      | 46     | 4      |
| FC Chelsea           | Premier League       | 2009/10         | 32     | 4    | 4          | 1          | 6           | 0           | 3      | 0      | 45     | 5      |
| Gesamt               | Gesamt               | Gesamt          | 105    | 16   | 15         | 5          | 35          | 4           | 11     | 0      | 166    | 25     |
| Bayer 04 Leverkusen  | Bundesliga           | 2010/11         | 17     | 0    | -          | -          | 3           | 2           | -      | -      | 20     | 2      |
| Bayer 04 Leverkusen  | Bundesliga           | 2011/12         | 18     | 2    | 1          | 0          | 6           | 1           | -      | -      | 25     | 3      |
| Gesamt               | Gesamt               | Gesamt          | 35     | 2    | 1          | 0          | 9           | 3           | -      | -      | 45     | 5      |
| Karriere Gesamt      | Karriere Gesamt      | Karriere Gesamt | 439    | 108  | 45         | 15         | 103         | 21          | 17     | 4      | 604    | 148    |

## Titel und Auszeichnungen
Deutschland
- Meister (4): 1998 (1. FC Kaiserslautern), 2003, 2005, 2006 (alle FC Bayern München)
- Pokalsieger (3): 2003, 2005, 2006 (alle FC Bayern München)
- Ligapokalsieger: 2004 (FC Bayern München)
- Sachsenpokalsieger: 1997 (Chemnitzer FC)

England
- Meister: 2010 (FC Chelsea)
- Pokalsieger (3): 2007, 2009, 2010 (alle FC Chelsea)
- Ligapokalsieger: 2007 (FC Chelsea)
- Supercupsieger: 2009 (FC Chelsea)

Auszeichnungen
- Deutschlands Fußballer des Jahres: 2002, 2003, 2005
- Mann des Jahres im deutschen Fußball: 2002
- 2002 wurde er von der UEFA als bester Mittelfeldspieler ausgezeichnet und in das UEFA Team of the Year gewählt.
- Silberner Schuh beim FIFA-Konföderationen-Pokal 2005
- Bambi in der Kategorie „Sport“ 2005
- Aufnahme in die FIFA 100, eine von der FIFA 2004 herausgegebene Liste mit den 125 besten noch lebenden Fußballspielern
- Berufung in das All-Star-Team der Fußball-Weltmeisterschaft 2002 und 2006 sowie das der Fußball-Europameisterschaft 2004 und 2008
- Torschütze des Monats September 2002,[77] Februar 2006,[78] Juni 2008,[79] März 2009[80]
- Torschütze des Jahres 2008
- Einstufung als Weltklasse in der Rangliste des deutschen Fußballs: Sommer 2002
- Die Volkssternwarte in Drebach (Erzgebirge) nennt den entdeckten Planetoiden 1998 SG15 nach Michael Ballack. Er trägt die offizielle Bezeichnung (79647) Ballack.[81]
- St.-Georgs-Orden: 2013
- Europäischer Kulturpreis Taurus: 2025[82]

## Familie
Michael Ballack war ab 1998 mit Simone Lambe (* 1976) liiert, die er in einem Café in Kaiserslautern kennengelernt hatte. Die damalige Arzthelferin arbeitete dort nebenbei als Kellnerin. Nach der Geburt von drei gemeinsamen Söhnen (Louis * 2001; Emilio * 2002 und Jordi * 2005) heiratete das Paar am 14. Juli 2008 am Starnberger See. Zu der Trauung waren zahlreiche Fußballer-Persönlichkeiten eingeladen, der Musiker Elton John gab ein Exklusivkonzert. 2012 ließ sich das Paar nach vierjähriger Ehe scheiden. Ballacks Söhne begannen ebenfalls eine Laufbahn als Fußballspieler, der jüngste Sohn spielte zeitweise in der Jugend des FC Bayern München. Emilio Ballack verunfallte am 5. August 2021 mit einem Quad auf dem Grundstück der Familien-Villa in Tróia (Portugal) und verstarb im Alter von 18 Jahren.
Seit 2022 ist Michael Ballack mit der 24 Jahre jüngeren Sophia Schneiderhan zusammen. Er trat Falschmeldungen entgegen, die behaupteten, dass es sich bei seiner Lebensgefährtin um die Freundin seines verstorbenen Sohnes handele.

## Sonstiges

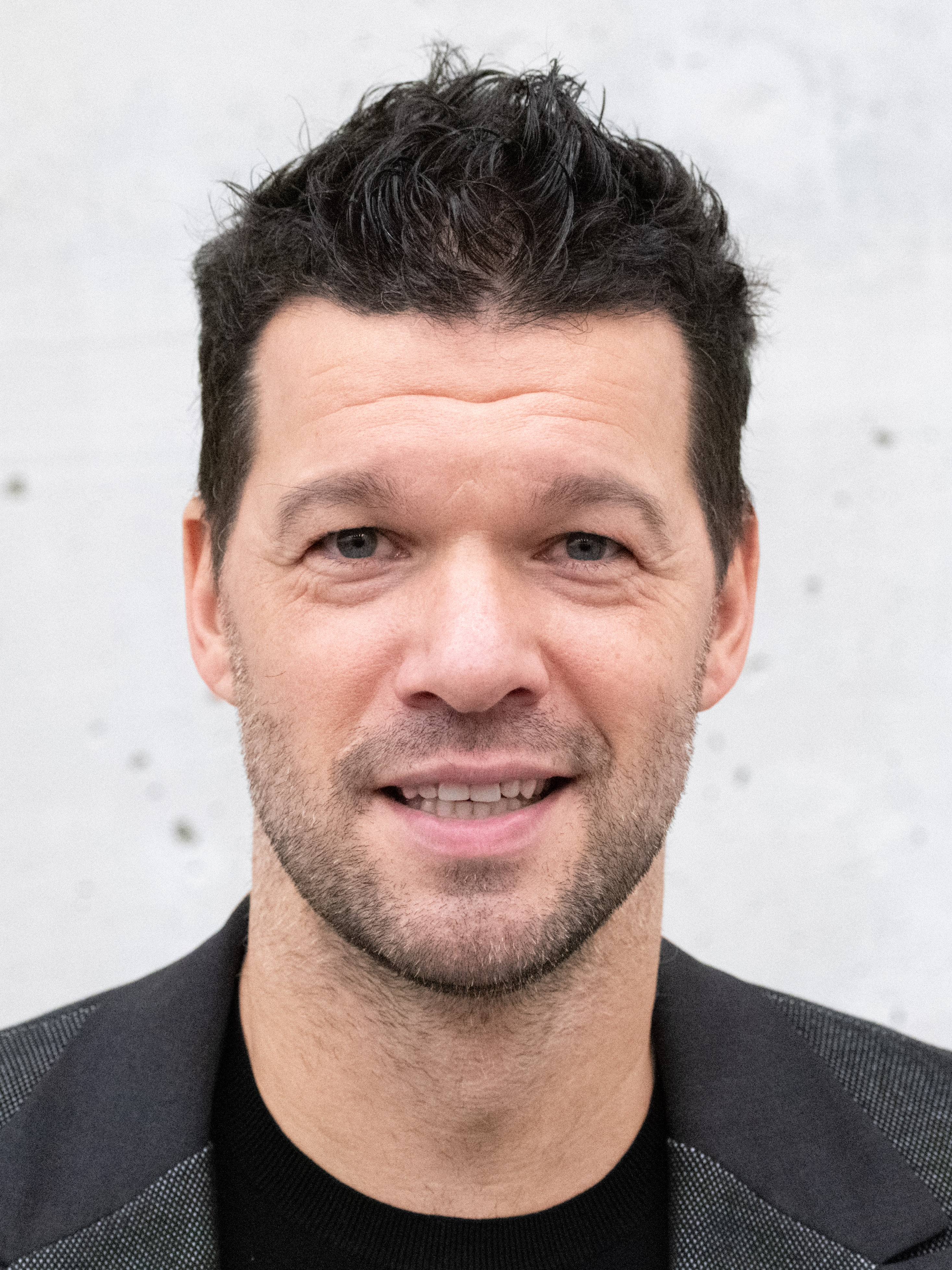
Michael Ballack (2022)

Ballack war für verschiedene Unternehmen als Testimonial bzw. Werbeträger tätig. Die Trikotnummer 13 wurde hierbei in mehreren Kampagnen als verbindendes Element verwendet.
Im Jahr 2006 kam Thomson Media Control zu dem Ergebnis, dass Ballack der mit Abstand beliebteste und umsatzstärkste Fußball-Werbestar unter den aktiven deutschen Spielern ist.
Ballacks Manager ist der Rechtsanwalt und Spielerberater Michael Becker. Dieser vertritt bzw. vertrat neben Ballack auch die Spieler Miroslav Klose, Oliver Neuville und Bernd Schneider.
2011 brüllte Ballack nach einem Heimspiel von Bayer Leverkusen gegen den FC Schalke 04 in der Fankurve „Scheiß FC Köln“ in ein Megafon und spielte damit auf die Rivalität zwischen der Anhängerschaft von Bayer Leverkusen und des 1. FC Köln an. Er musste wegen unsportlichen Verhaltens eine Geldstrafe in Höhe von 8000 Euro zahlen.
Von 2012 bis 2016 war Ballack Fußballexperte des US-amerikanischen Sportsenders ESPN. Er agierte während der Europameisterschaft 2012 und der Weltmeisterschaft in Brasilien als Studioexperte für den Sender.
Während der Europameisterschaft 2021 stand er für MagentaTV als Experte vor der Kamera. Seit 2022 arbeitet er als Experte für den Sportsender DAZN.
In der elften Staffel der von Vox ausgestrahlten Gründershow Die Höhle der Löwen trat Ballack im April 2022 als Mitgründer der Firma Lucky Plant auf und konnte zusammen mit seinen Mitgründern Ralf Dümmel als Investor gewinnen.